# Суфчиці
Суфчиці (пол. Sufczyce) — село в Польщі, у гміні Олесниця Сташовського повіту Свентокшиського воєводства.
Населення — 304 особи (2011).
У 1975-1998 роках село належало до Келецького воєводства.

## Демографія
Демографічна структура на день 31 березня 2011 року:
|          | Загалом | Допрацездатний вік | Працездатний вік | Постпрацездатний вік |
| -------- | ------- | ------------------ | ---------------- | -------------------- |
| Чоловіки | 158     | 28                 | 109              | 21                   |
| Жінки    | 146     | 25                 | 79               | 42                   |
| Разом    | 304     | 53                 | 188              | 63                   |